# Ashton Court
Ashton Court est un manoir et un domaine à l'ouest de Bristol en Angleterre. Bien que le domaine se situe principalement dans le nord du Somerset, il appartient à la ville de Bristol. Le manoir et les écuries sont un bâtiment classé Grade I. D'autres structures du domaine sont également classées.
Ashton Court est le site d'un manoir depuis le XIe siècle et est développé par une série de propriétaires depuis lors. Du XVIe au XXe siècle, elle appartient à la famille Smyth, chaque génération changeant de maison. Les plans de Humphry Repton sont utilisés pour l'aménagement paysager au début du XIXe siècle. Il est utilisé comme hôpital militaire pendant la Première Guerre mondiale. En 1936, il est utilisé comme lieu du Royal Show et, pendant la Seconde Guerre mondiale, comme camp de transit de l'armée. En 1946, le dernier membre de la famille Smyth meurt et la maison se dégrade avant son achat en 1959 par le conseil municipal de Bristol.
Le domaine se développe à partir du parc de cerfs d'origine et est classé Grade II * sur le registre des parcs et jardins historiques d'intérêt historique particulier en Angleterre.

## Histoire ancienne
Ashton Court remonte à avant le XIe siècle. On pense qu'un manoir fortifié s'élevait sur le site, donné à Geoffroy de Montbray, évêque de Coutances, par Guillaume le Conquérant. Dans le Domesday Book, il est fait référence à un domaine riche appartenant à l'évêque de Coutances, avec un manoir, une grande salle et des cours entrées par des guérites. La propriété passe par des propriétaires successifs et à la fin du XIVe siècle elle est considérablement agrandie lorsque Thomas De Lions, un noble originaire de France, obtient un permis pour clôturer un parc pour son manoir. La maison appartient à la famille Choke pendant un certain temps. En 1506, le domaine est vendu à Sir Giles Daubeney, chevalier et chambellan d'Henri VII. Henri VIII donne le domaine à Sir Thomas Arundel en 1541 et quatre ans plus tard, en 1545, Sir Thomas le vend à John Smyth. La famille Smyth possède la propriété pendant les 400 années suivantes. Smyth achète également le terrain qui appartenait, jusqu'à la dissolution des monastères, à l'abbaye de Bath. Il utilise la terre pour étendre le parc aux cerfs, le mettant en conflit avec les habitants de Whitchurch, qui l'accusent d'avoir utilisé des terres communes.

## Thomas et Florence Smith

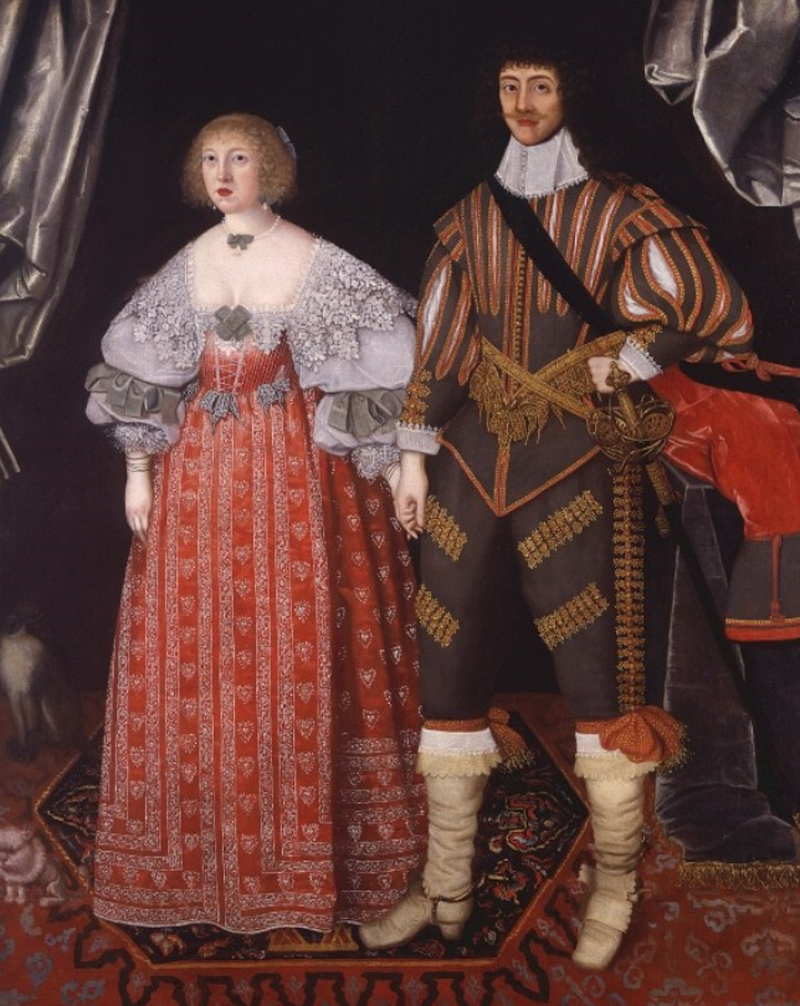
Thomas et Florence Smith 1627

Thomas Smyth (1609-1642) est le premier membre de la famille à apporter des modifications et des ajouts majeurs au manoir d'origine. Il est un député et un avocat prospère. En 1627, à seulement dix-sept ans, il épouse Florence, fille de John Poulett (1er baron Poulett).
En 1635, Thomas ajoute une nouvelle façade sud dans le style d'Inigo Jones.

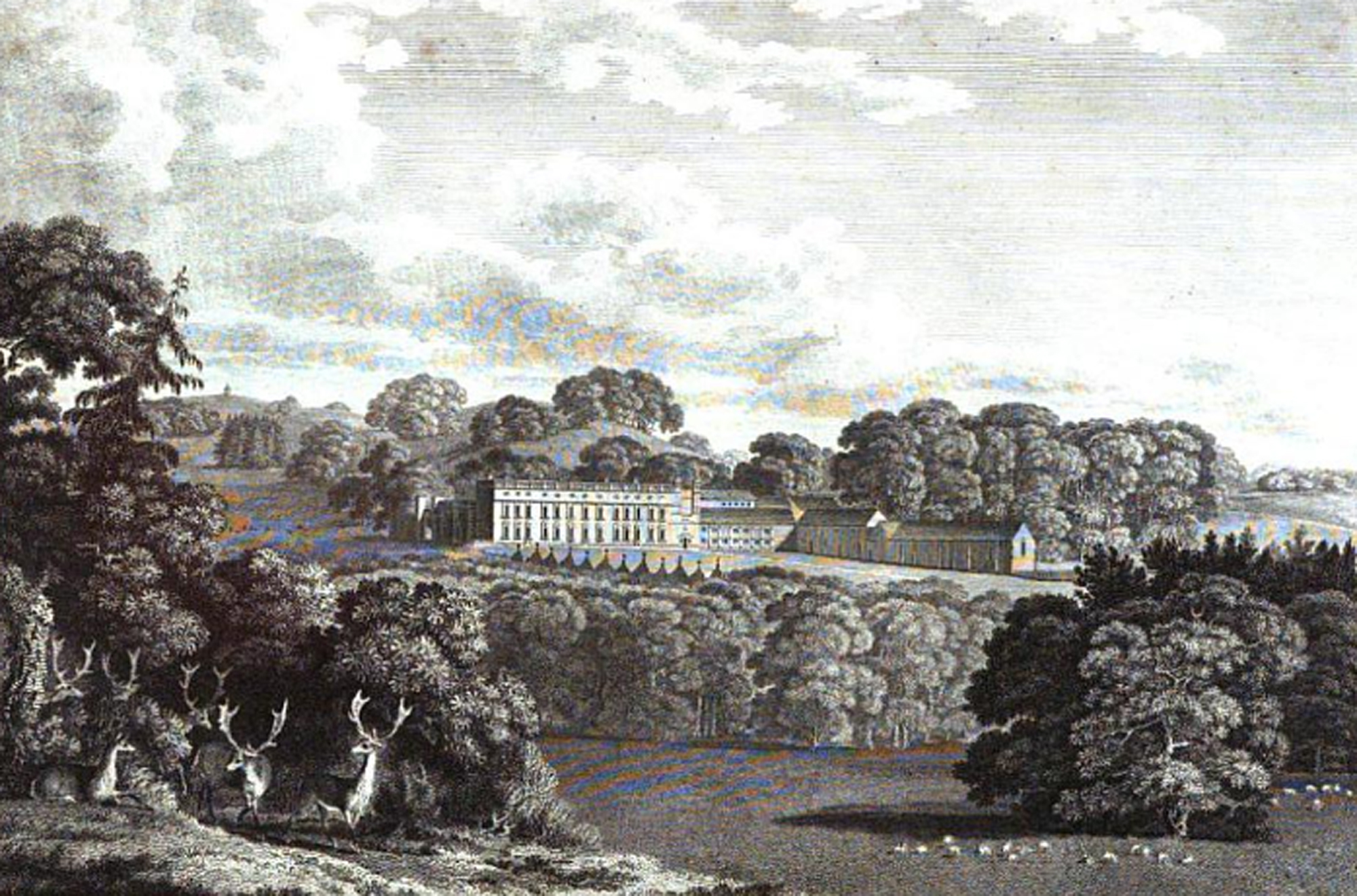
Ashton Court 1791

D'autres ajouts majeurs sont apportés au bâtiment par Sir John Hugh Smyth (1734–1802). Il hérite du domaine en 1783 et ajoute la nouvelle bibliothèque au nord-ouest de la maison. Sir John demande également au célèbre paysagiste Humphry Repton des conseils sur la façade est de la maison. Repton rédige un plan mais la mort de Sir John interrompt les chantiers sur la maison. Cependant, les conceptions paysagères de Repton sont mises en œuvre par le successeur de Sir John, Sir Hugh Smyth. Dans son livre, Humphry Repton donne une description détaillée des parties anciennes et plus récentes de la maison avant les ajouts à la bibliothèque et inclut un dessin de la façade est de la maison telle qu'il l'a vue vers 1790.

## Sir John Smith

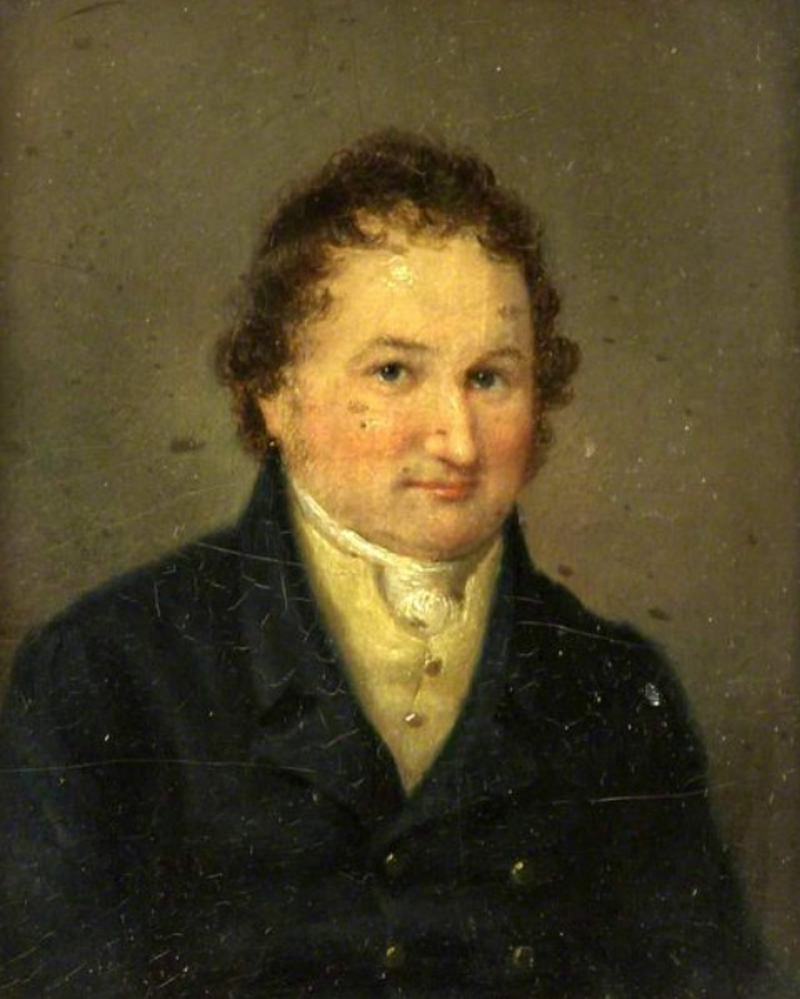
Sir John Smith

Comme le rapporte Esme Smyth, le dernier résident d'Ashton Court, Sir John Smyth (1776–1849) est responsable de la rénovation de la maison. Vers 1940, elle est interviewée par Raymond Gorges, qui recherche un livre, et elle lui donne une gravure de la maison montrant les ajouts qui, selon elle, avaient été faits par Sir John.
Sir John est célibataire. Il est dit, par Lady Emily Smyth, qu'il se consacrait aux chevaux et qu'il entretenait un vaste haras. Son importance en tant que constructeur majeur d'Ashton Court est vérifiée par John Evans qui, en 1828, écrit un livre sur Bristol et ses environs.

## Sir Greville et Lady Emily Smyth

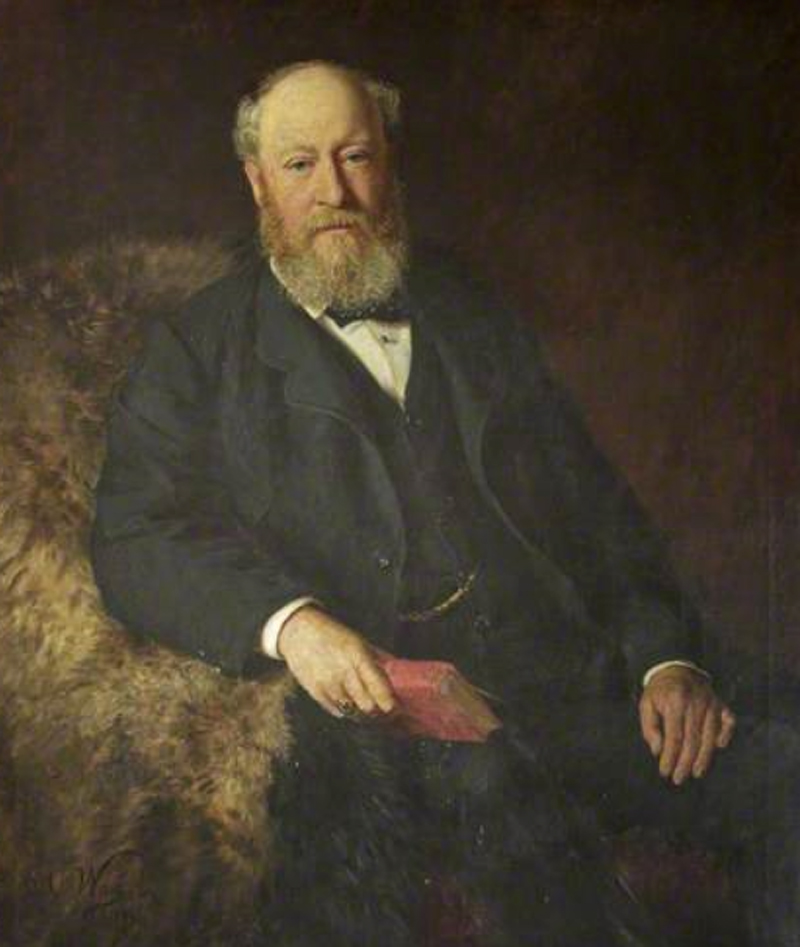
Sir Greville Smyth

Sir Greville Smyth hérite de la propriété en 1852 et reste célibataire jusqu'à l'âge de 48 ans. Pendant ce temps, il entreprend d'importants travaux de rénovation. Il entretient également un jardin très impressionnant qui est décrit en détail dans des magazines et des journaux de jardinage,,.

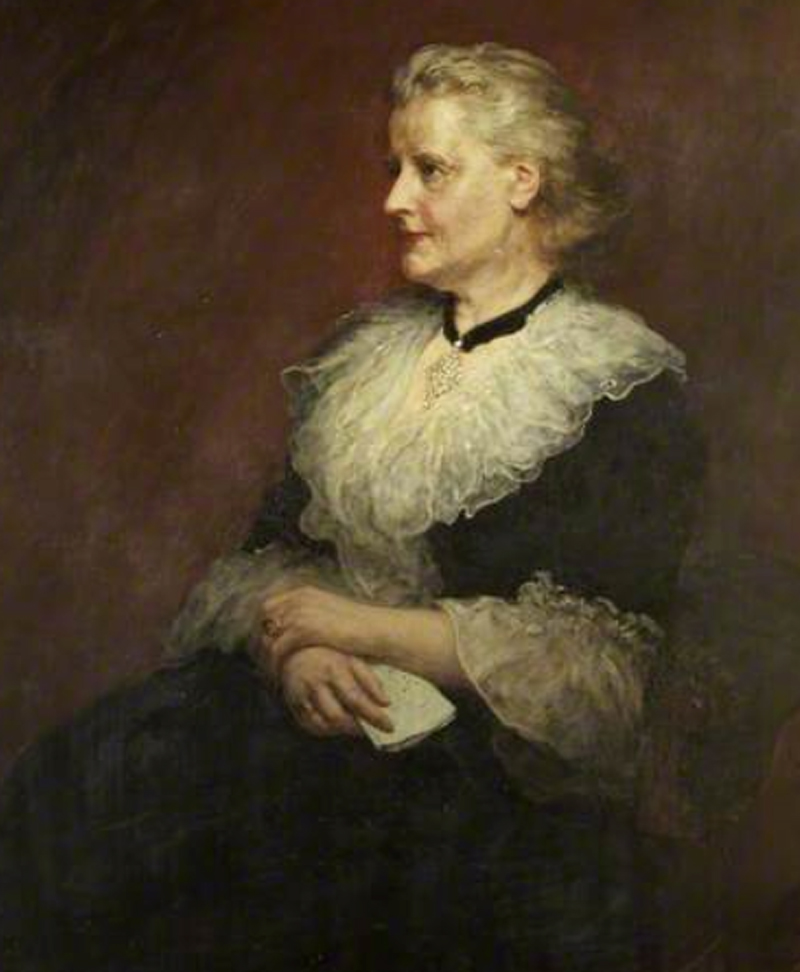
Dame Emily Smyth

En 1872, il charge le célèbre architecte Benjamin Ferrey de faire des ajouts. Des modifications encore plus importantes sont apportées entre 1884 et 1885. Peu de temps avant d'épouser Emily, la veuve de George Oldham Edwards, il emploie le célèbre architecte de Bath, Charles Edward Davis (en), pour transformer la maison. Les travaux durent 18 mois. Une description détaillée des modifications est donnée dans le Bristol Mercury en 1885. Il convertit les écuries de l'aile sud-est en espaces de vie qui comprennent un immense musée pour sa collection d'histoire naturelle. Il construit une grande salle avec des panneaux de chêne richement sculptés. Dans l'aile ouest, il construit un escalier massif en chêne sculpté avec des rampes torsadées et introduit des fenêtres perpendiculaires. Il construit également un jardin d'hiver en enfermant la cour de l'horloge. C'est maintenant le Winter Garden Bar.

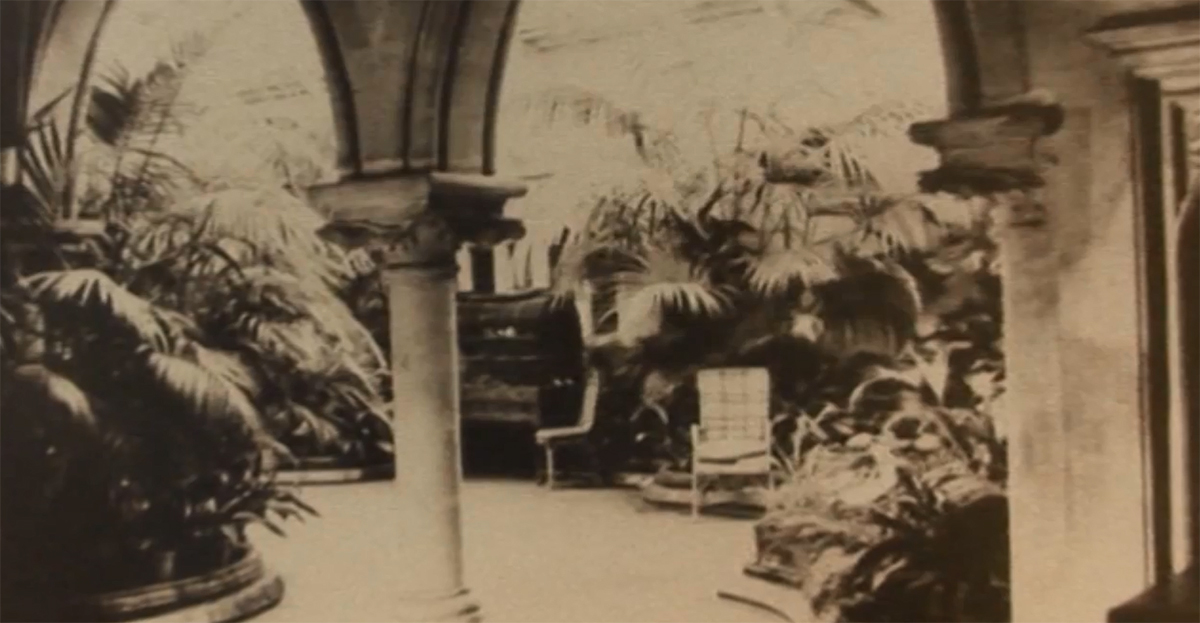
Le jardin d'hiver.

Toujours dans les années 1880, 4 acres (1,618742568 ha) de jardins à la française sont aménagés dont un jardin en terrasse devenu pelouse, un jardin sauvage avec bassin fontaine et une roseraie. Des avenues de séquoias et de cèdres sont plantées avec d'autres spécimens d'arbres.
Sir Greville Smyth meurt en 1901 et Lady Emily Smyth en 1914.
Les derniers résidents de la maison sont Gilbert et Esme Smyth. Ils y vivent les trente années suivantes. Gilbert meurt en 1940 et Esme en 1946 et la maison est laissée à leur fille Esme Francis Cavendish. Elle et son mari tentent de vendre la maison immédiatement en 1946 pour aider à payer les droits de succession. Cependant, la famille Cavendish n'y arrive que treize ans plus tard, en 1959, période pendant laquelle la maison est inoccupée et commence à se dégrader. Elle est vendue à cette époque au conseil municipal de Bristol qui en est toujours propriétaire aujourd'hui.

## Architecture

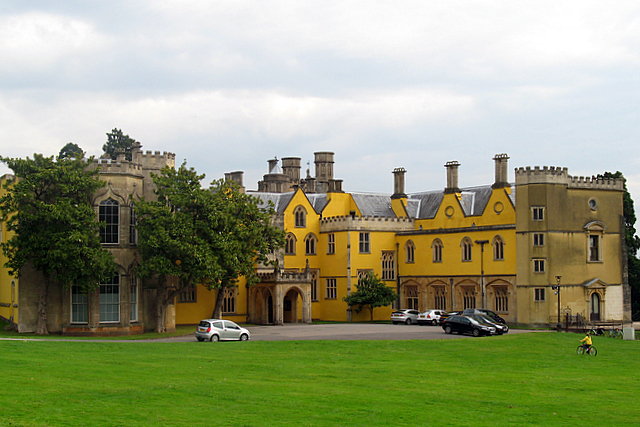
Ashton Court affiche une profusion de styles architecturaux. Ici, diverses ailes et juxtapositions affichent Strawberry Hill Gothic à gauche, des fenêtres de la Renaissance italienne à droite, une porte cochère victorienne au centre, de simples fenêtres à meneaux Tudor et à entrelacs gothiques, ainsi que des créneaux pseudo-médiévaux et de chastes pignons de la Renaissance anglaise

En raison de rénovations et d'agrandissements successifs, l'architecture d'Ashton Court est complexe et rarement ce qu'elle semble être. Le noyau de la maison, un manoir du XVe siècle, est effacé par des ailes ultérieures, qui sont à leur tour remodelées et modifiées, le plus sensiblement vers 1635. Par conséquent, le plan de la maison a évolué de manière irrégulière avec de nombreuses juxtapositions. et peu de cohésion ; alors que la majorité de la maison est construite au XVIIe siècle, une époque d'architecture classique, le remodelage et la modification de la fenestration créent un aspect gothique général.
Au début du XIXe siècle, la maison reçoit une longue façade dans une tentative de donner une certaine uniformité et une certaine grandeur classique. Cependant même ici, l'architecture ne reste pas fidèle à un style unique. Au centre de cette façade se trouve une guérite Tudor très modifiée, probablement construite au XVIe siècle comme portail du manoir du XIVe siècle. Afin de créer la longue façade, les écuries existantes, à droite de la guérite, sont converties à usage domestique et dotées de sept travées de fenêtres à meneaux gothiques. À gauche de la guérite, l'aile flanquante sud-ouest est d'un style différent.
Pour donner à la longue façade aux deux ailes aux styles architecturaux contrastés un trait commun unissant, le troisième étage de fenêtres ovales des ailes gauches, alors surmontées d'une balustrade jacobéenne, est répété au-dessus de l'aile droite gothique ; cependant, inexplicablement, la tentative d'unité classique est brisée par l'utilisation de créneaux au lieu d'une balustrade sur le côté droit. Le point central de la façade, la guérite, a des tourelles à multiples facettes à ses coins. En 1885, la guérite subit une métamorphose gothique, avec l'élévation de sa hauteur et l'ajout de la voûte en éventail au plafond du passage menant à une petite cour intérieure vitrée (le jardin d'hiver).
L'aile nord est incluse dans les travaux de rénovation de 1805 et reçoit des fenêtres en ogive dans le délicat style gothique de Strawberry Hill, populaire au tournant du XIXe siècle; c'est un précurseur du style gothique ecclésiastique plus médiéval qui caractérise ensuite l'architecture du XIXe siècle et employé à Ashton Court lors des modifications de 1885.

## Histoire récente

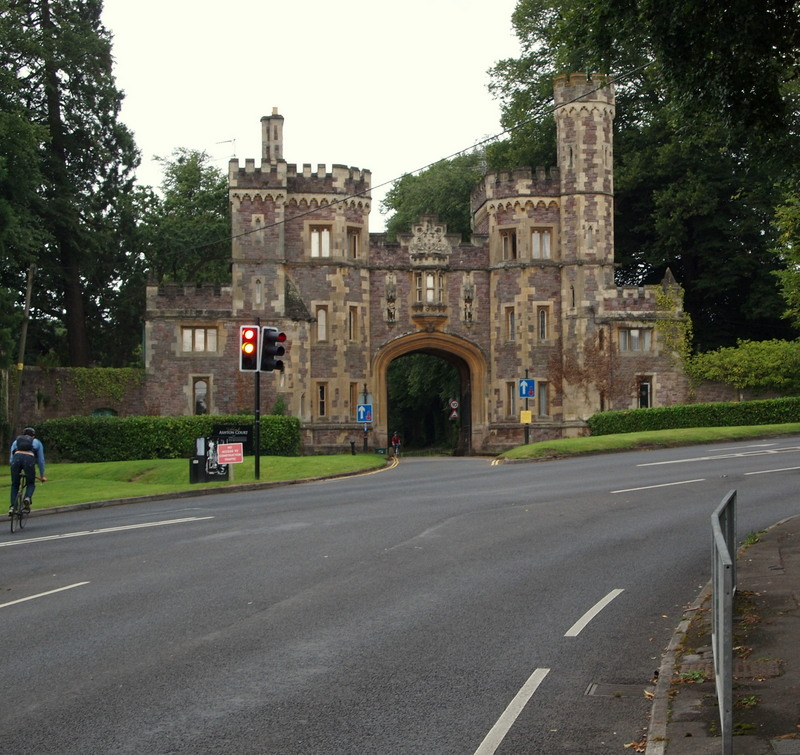
La porte Clifton Lodge à la jonction de l'A369 et de la B3129

Pendant la Première Guerre mondiale, le domaine est utilisé comme hôpital militaire et pendant la Seconde Guerre mondiale, il est réquisitionné par le War Office et utilisé à son tour comme camp de transit, QG de la RAF et QG du commandement de l'armée américaine. Le domaine est le lieu du Royal Show de 1936. L'un des bâtiments d'exposition, malgré sa nature temporaire, est une pièce innovante de l'architecture moderniste dont on se souvient encore sous le nom de pavillon Gane. Il est conçu par l'architecte du Bauhaus Marcel Breuer comme une maison témoin pour le fabricant de meubles de Bristol Crofton Gane. Pendant la majeure partie du XXe siècle, Ashton Court est le lieu du North Somerset Show, mais celui-ci se tient maintenant à Wraxall.
Après la reprise par la Ville en 1959, la restauration est lancée, comme un processus continu depuis lors. Mais même après un investissement important de la part du conseil et des subventions du Heritage Lottery Fund, actuellement seulement environ un quart du bâtiment est occupé ou utilisable. Les installations disponibles de la maison sont louées pour des conférences d'affaires, des fêtes et des mariages. En 2013, un incendie endommage l'aile nord.
Le manoir et les écuries sont classées par Historic England comme un bâtiment classé Grade I. La maison est inscrite au registre du patrimoine en péril et décrite comme étant en «dégradation lente». Le pavillon inférieur à Ashton Court et les portes, balustrades et bollards attenants, qui ont été construits en 1805 par Henry Wood, sont des bâtiments classés Grade II *. Le lodge inférieur est entièrement rénové en 2016 grâce à un financement du Heritage Lottery Fund et s'appelle désormais Ashton Gatehouse. Le bâtiment est maintenant un site patrimonial géré par Ashton Park School. Les murs et garde-corps du jardin et d'enceinte sont également classés,,.
Depuis 2018, le manoir est géré par l'association caritative de Bristol Artspace Lifespace, permettant au bâtiment d'être ouvert au public.

## Localisation et environs

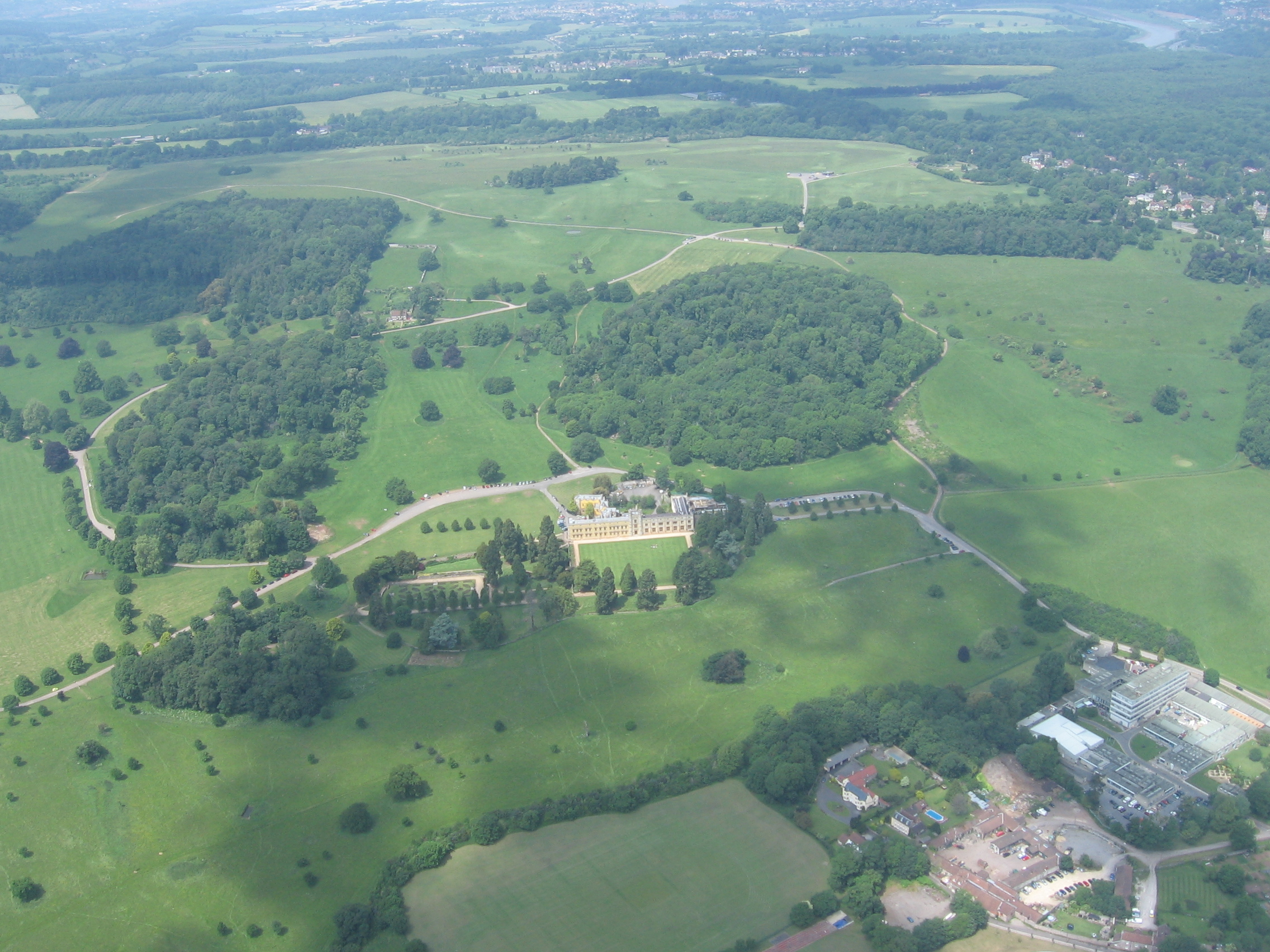
Vue aérienne du domaine d'Ashton Court

La maison se trouve dans un vaste domaine s'étendant sur la frontière entre Bristol et le North Somerset, à environ 2 kilomètres ( Unité «  » inconnue du modèle {{Conversion}}.) du centre-ville. Il se trouve sur le côté ouest de la rivière Avon, près du pont suspendu de Clifton et de la banlieue de Leigh Woods et de la réserve naturelle nationale de Leigh Woods, à l'est d'Ashton Court. Au nord et à l'ouest, la campagne est ouverte. Le domaine était auparavant beaucoup plus grand qu'il ne l'est aujourd'hui et comprenait des zones qui sont maintenant des banlieues de Bristol, notamment Ashton Gate, Ashton Vale et Southville où se trouve le Greville Smyth Park. Le terrain du parc a été donné par la famille Smyth, puis aménagé par le conseil municipal,.
Le domaine couvre 850 acres ( Unité «  » inconnue du modèle {{Conversion}}.) de bois et de prairies ouvertes aménagées par Humphry Repton. Il comprend deux parcours de golf pitch-and-putt, un parcours de disc golf, un parcours d'orientation et des sentiers d'équitation et de VTT.
Il y a un parc aux cerfs créé au XIVe siècle et agrandi aux XVIe et XVIIe siècles. Il y a encore deux zones du domaine avec des enclos à cerfs. Le parc contient une grande variété d'animaux sauvages; une grande partie du site (une superficie de 210 hectares) est classée Site d'intérêt scientifique particulier en 1998, en raison de la présence de coléoptères forestiers rares, notamment : Ctesias serra, Phloiotrya vaudoueri et Eledona agricola.
Les 2,37 hectares d'Ashton Court Meadow sont gérés comme une réserve naturelle par l'Avon Wildlife Trust. Il contient une large gamme de plantes à fleurs, notamment la carotte sauvage, le millepertuis et la scabieuse des champs. Certaines plantes parasites inhabituelles se trouvent également ici, comme l'orobanche qui se nourrit de trèfles et le hochet jaune, qui se nourrit en partie d'herbe.
Clarken Combe, à l'extrémité ouest du domaine, est une zone boisée avec une gamme d'espèces végétales, notamment l'helleborine à lèvres étroites, qui pousse ici en petit nombre sous le hêtre.